# 畢廷拱
畢廷拱（1469年—？），字敬夫，廣東廣州府番禺縣人，明朝政治人物。

## 生平
成化十九年（1483年）廣東鄉試第二十二名舉人。正德六年（1511年）中式辛未科會試第二百四十四名，登第二甲第八十六名進士。歴官禮部祠祭司郎中。

## 家族
曾祖畢伯仁；祖父畢日雄；父畢愚，母吳氏。慈侍下。